# Volumen (trading)
En el Trading, el Volumen es un indicador de análisis técnico que refleja la cantidad de instrumentos financieros negociados en un periodo de tiempo determinado, y que permite medir la fuerza de una tendencia.
El volumen es la fuerza que mueve los precios. Si el volumen es fuerte mientras el precio sigue una tendencia, la tendencia continuará, sin embargo, si es bajo indicaría el debilitamiento de la tendencia y la llegada de una corrección. Tras un tiempo, la tendencia se agotará y corregirá acompañada de un aumento del volumen. Así pues, el volumen permite determinar la fuerza de una tendencia en un momento determinado.

## Representación
El indicador volumen se representa como un histograma de barras al pie de una gráfica, situando el volumen en precio o en número de títulos transados en el eje vertical y el tiempo en el eje horizontal, por lo que se estudia junto con el precio.
El indicador de volumen se suele representar en la gráfica con dos colores: rojo y verde. Hay quienes creen que el volumen verde es "volumen comprador" y el rojo "volumen vendedor". Esto no es cierto, ya que toda actividad en el volumen implica compra y venta. Se usan dos colores, para que sea más fácil encontrar cuál es la barra de volumen asociada a una vela, siendo igual el color de la vela y el color de su barra de volumen, y en función de la posición relativa de los cierres de la vela actual y la anterior (para resaltar giros anómalos en extremo).

## Interpretación
El volumen mide la fuerza de un movimiento del precio. Un volumen alto indica un alto nivel de intensidad o presión y por ende fiabilidad del movimiento, en ser bajista o alcista. Un volumen bajo indica un bajo nivel de intensidad o presión y por ende la no fiabilidad del movimiento.
Conocer el volumen y el movimiento de los precios permite medir la presión compradora o vendedora de los movimientos del mercado. Este dato se puede usar para confirmar movimientos de precios o para advertir que un movimiento no es fiable. El nivel del volumen debería aumentar en la dirección de la tendencia actual de los precios. En una tendencia al alza, el volumen debería ser mayor a medida que los precios suben, y debería disminuir cuando los precios bajan. De esta forma, el volumen confirma la tendencia de los precios.

## Estrategia
Según la estrategia de trading de precio-volumen, se deben comprar aquellos instrumentos financieros cuyo precio y volumen están en aumento, y no se deben vender si hay un retroceso del precio con bajo volumen. Análogamente, se deben vender aquellos instrumentos cuyo precio baje y su volumen vaya también en aumento, pues refleja intención vendedora. Consecuentemente, se deberá considerar y no perder de vista que la baja de volumen se interpreta como una baja en la intención tanto vendedora como compradora.